# Natuna Besar
Natuna Lớn (Natuna Besar trong tiếng Indonesia) hoặc chỉ gọi đơn giản là Natuna là đảo chính của quần đảo Natuna, một phần của tỉnh Quần đảo Riau, Indonesia. Nó cũng được gọi là đảo Bunguran.
Diện tích của đảo Natuna Lớn là 1720 km².
Ngoài con người, hòn đảo còn có ba loài động vật linh trưởng khác: Cu li Sunda (Nycticebus coucang), khỉ đuôi dài (Macaca fascicularis), Voọc Mã Lai Natuna (Presbytis natunae).